# 藤井俊希
藤井 俊希（ふじい としき、1992年4月3日 - ）は、ラグビーユニオンの元選手。

## プロフィール
- 大阪府出身[1]。
- ポジションはロック(LO)。
- 身長 188cm、体重 97kg
- ニックネームはフジ。

## 略歴
2011年、茨木高校卒業後、筑波大学に入る。
2015年、筑波大学卒業後、豊田自動織機シャトルズ(現・豊田自動織機シャトルズ愛知)に加入。同年11月14日に行われたジャパンラグビートップリーグ第1節のNECグリーンロケッツ戦に先発出場で公式戦初出場を果たした。
2024年5月、引退した。